# C/2012 C2 (Bruenjes)
C/2012 C2 (Bruenjes) — одна з гіперболічних комет. Ця комета була відкрита 11 лютого 2012 року; вона мала 15.3m на час відкриття.